# Friedrich Konrad Müller

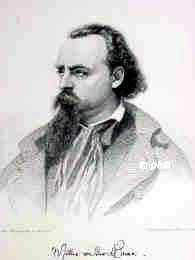
Müller von der Werra.

Friedrich Konrad Müller (* 14. November 1823 in Ummerstadt; † 26. April 1881 in Leipzig) war ein deutscher Dichter. Er nannte sich Müller von der Werra.

## Leben

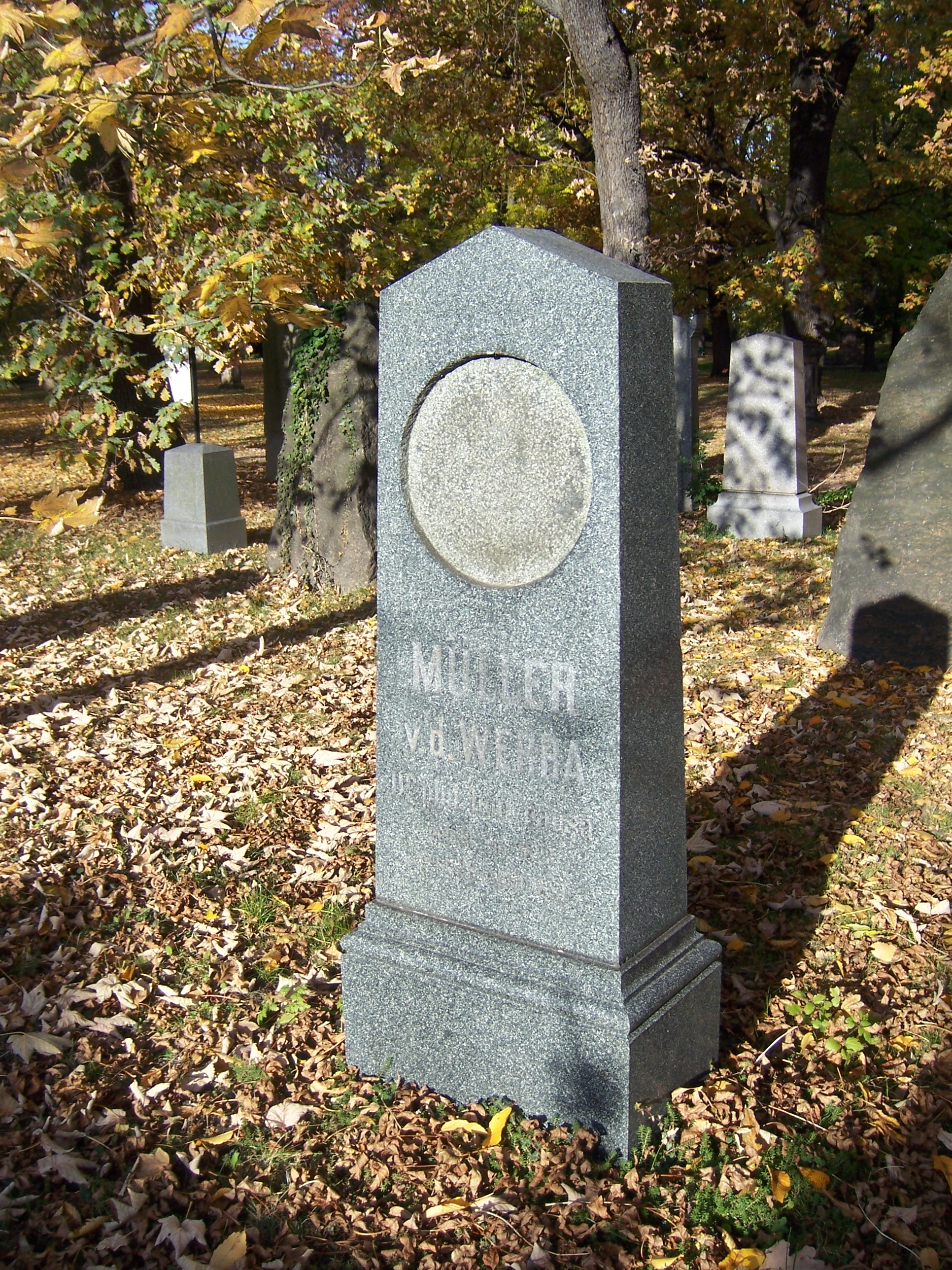
Grabstein Friedrich Konrad Müllers vom Neuen Johannisfriedhof jetzt: Lapidarium Alter Johannisfriedhof Leipzig

Müller war der Sohn eines Pfarrers. Er wurde Apothekerlehrling in Hildburghausen und ging Mitte der 1840er Jahre nach Heidelberg, wo er die Dichterin Wilhelmine von Chézy kennenlernte, die ihn finanziell unterstützte und zu ersten Dichtungen anregte. Er studierte zunächst Pharmazie, wechselte dann aber zum Medizinstudium.
Wegen seiner Teilnahme an der Märzrevolution 1848 musste er in die Schweiz flüchten und setzte in Zürich und Bern das Medizinstudium fort. In Bern nahm er eine Stelle als Assistenzarzt an. Weitere Stationen waren Genf und St. Gallen.
Dann kam er zurück in seine Heimat Thüringen nach Camburg, Weimar, Coburg und Gotha. 1869 nahm Müller als Ehrengast des Khedive an der Eröffnung des Suezkanals teil.
1871 wurde Müller Ehrendoktor der Universität Jena und ein Jahr später Ehrenbürger seiner Geburtsstadt. Er wurde vermutlich Ehrenmitglied der Burschenschaft Arminia auf dem Burgkeller.

## Werke (Auswahl)
- Der Freiheit Wunderhorn oder Rothe Rosen und Schwerterklang. Biel a. See 1850 (Gedichte).
- Ein deutscher Eichenkranz. 1857 (Gedichte).
- Der Johannistraum. 1860 (Erzählung).
- Thüringen. 1861 (Reisehandbuch).
- Leipziger Siegeslied. 1863 (Vertonung von Carl Kuntze)
- Ererbt und ergerbt. 1871 (Erzählung).